# Denis Krivošlykov
Denis Ivanovič Krivošlykov (in russo Денис Иванович Кривошлыков?; Mosca, 10 maggio 1971) è un ex pallamanista russo.

## Palmarès

### Olimpiadi
- 2 medaglie:
  - 1 oro (Sydney 2000)
  - 1 bronzo (Atene 2004)